# ペドロ・エンリケ・デ・オルレアンス・イ・ブラガンサ

オルレアンス・イ・ブラガンサ王朝の紋章

ペドロ・エンリケ・アフォンソ・フィリペ・マリア・ガスタン・ミゲル・ガブリエル・ハファエル・ゴンザーガ・デ・オルレアンス・イ・ブラガンサ・イ・ボウルボン（ポルトガル語:Pedro Henrique Afonso Filipe Maria Gastão Miguel Gabriel Rafael Gonzaga de Orléans e Bragança e Bourbon, 1909年9月13日 - 1981年7月5日）は、ヴァソウラス系ブラジル帝位請求者、ブラジル皇帝家家長。最後のブラジル皇帝ペドロ2世の曾孫。
ブラジル帝位継承者イザベルの次男で後継者指名を受けていたルイス・マリア・フィリペと、その妻で両シチリア王家家長カゼルタ伯アルフォンソの娘マリーア・ピアの間の長男として生まれた。1921年に父が祖母イザベル皇女に先立って死去したため、1921年に祖母より帝位請求者の地位を引き継いだ。1940年、イザベル皇女に帝位継承権を認められていなかった従兄のペドロ・ガスタンがブラジル帝位請求者として名乗りを上げるに至り、ブラジル帝室はペドロ・エンリケを家長とするヴァソウラス系と、ペドロ・ガスタンを家長とするペトロポリス系に分裂した。

## 子女
1937年8月19日、バイエルン王子フランツの娘マリア・エリーザベトと結婚した。夫妻は12人の子女をもうけた。
- ルイス・ガスタン（1938–2022） - ブラジル帝位請求者。
- エウデス（1939–2020） - 1966年に継承権放棄、1967年にAna Maria de Moraes Barrosと結婚し1976年に離婚、同年にMercedes Neves da Rochaと再婚。
- ベルトランド（1941–） - ブラジル帝位請求者。
- イザベル・マリア（1944–2017）
- ペドロ・デ・アルカンタラ・エンリケ（1945–） - 1974年にMaria de Fátima Lacerda Rochaと結婚、1978年に継承権放棄。
- フェルナンド・ディニス（1948–） - 1975年に継承権放棄、同年にMaria de Graça Baere de Araújoと結婚。
- アントニオ・ジョアン（1950–2024） - 1981年、リーニュ公女クリスティーヌと結婚。
- エレオノーラ（1953–） - 1981年、リーニュ公ミシェルと結婚。
- フランシスコ（1955–） - 1980年に継承権放棄、同年にCláudia Godinhoと結婚。
- アルベルト（1957–） - 1982年に継承権放棄、1983年にMaritza Bokelと結婚。
- マリア・テレサ（1959–） - 1995年に継承権放棄、同年にJan Hessel de Jongと結婚。
- マリア・ガブリエラ（1959–） - 2003年に継承権放棄、同年にTheodore Senna de Hungria Machadoと結婚し2005年に離婚。

| 爵位・家督    | 爵位・家督                                                                  | 爵位・家督            |
| ------------- | --------------------------------------------------------------------------- | --------------------- |
| 先代 イザベル | 〈名目上〉ブラジル皇帝 ブラジル皇帝家（ヴァソウラス系）家長 1921年 - 1981年 | 次代 ルイス・ガスタン |